# United Soccer League 2018
United Soccer League w roku 2018 był ósmym sezonem tych rozgrywek. Po raz drugi w historii mistrzem USL został klub Louisville City FC, natomiast wicemistrzem Phoenix Rising FC.

## Sezon zasadniczy

### Konferencja Wschodnia
| #  | Drużyna                   | M  | Z  | R  | P  | BR+ | BR- | +/- | Punkty | Uwagi    |
| -- | ------------------------- | -- | -- | -- | -- | --- | --- | --- | ------ | -------- |
| 1  | FC Cincinnati             | 34 | 23 | 8  | 3  | 72  | 34  | +38 | 77     | Play Off |
| 2  | Louisville City FC        | 34 | 19 | 9  | 6  | 71  | 38  | +33 | 66     | Play Off |
| 3  | Pittsburgh Riverhounds SC | 34 | 15 | 14 | 5  | 47  | 26  | +21 | 59     | Play Off |
| 4  | Charleston Battery        | 34 | 14 | 14 | 6  | 47  | 34  | +13 | 56     | Play Off |
| 5  | New York Red Bulls II     | 34 | 13 | 13 | 8  | 71  | 59  | +12 | 52     | Play Off |
| 6  | Bethlehem Steel FC        | 34 | 14 | 8  | 12 | 56  | 41  | +15 | 50     | Play Off |
| 7  | Indy Eleven               | 34 | 13 | 10 | 11 | 45  | 42  | +3  | 49     | Play Off |
| 8  | Nashville SC              | 34 | 12 | 13 | 9  | 42  | 31  | +11 | 49     | Play Off |
| 9  | North Carolina FC         | 34 | 13 | 8  | 13 | 60  | 50  | +10 | 47     |          |
| 10 | Ottawa Fury FC            | 34 | 13 | 6  | 15 | 31  | 43  | −12 | 45     |          |
| 11 | Charlotte Independence    | 34 | 10 | 12 | 12 | 44  | 57  | −13 | 42     |          |
| 12 | Tampa Bay Rowdies         | 34 | 11 | 8  | 15 | 44  | 44  | 0   | 41     |          |
| 13 | Penn FC                   | 34 | 9  | 10 | 15 | 38  | 47  | −9  | 37     |          |
| 14 | Atlanta United 2          | 34 | 7  | 10 | 17 | 37  | 72  | −35 | 31     |          |
| 15 | Richmond Kickers          | 34 | 6  | 4  | 24 | 30  | 80  | −50 | 22     |          |
| 16 | Toronto FC II             | 34 | 4  | 6  | 24 | 42  | 77  | −35 | 18     |          |

### Konferencja Zachodnia
| #  | Drużyna                      | M  | Z  | R  | P  | BR+ | BR- | +/- | Punkty | Uwagi    |
| -- | ---------------------------- | -- | -- | -- | -- | --- | --- | --- | ------ | -------- |
| 1  | Orange County SC             | 34 | 20 | 6  | 8  | 70  | 40  | +30 | 66     | Play Off |
| 2  | Sacramento Republic          | 34 | 19 | 8  | 7  | 47  | 32  | +15 | 65     | Play Off |
| 3  | Phoenix Rising FC            | 34 | 19 | 6  | 9  | 63  | 38  | +25 | 63     | Play Off |
| 4  | Real Monarchs                | 34 | 19 | 3  | 12 | 55  | 47  | +8  | 60     | Play Off |
| 5  | Reno 1868 FC                 | 34 | 16 | 11 | 7  | 56  | 38  | +18 | 59     | Play Off |
| 6  | Portland Timbers 2           | 34 | 17 | 4  | 13 | 58  | 49  | +9  | 55     | Play Off |
| 7  | Swope Park Rangers           | 34 | 15 | 8  | 11 | 52  | 53  | −1  | 53     | Play Off |
| 8  | Saint Louis FC               | 34 | 14 | 11 | 9  | 44  | 38  | +6  | 53     | Play Off |
| 9  | San Antonio FC               | 34 | 14 | 8  | 12 | 45  | 48  | −3  | 50     |          |
| 10 | OKC Energy FC                | 34 | 12 | 7  | 15 | 43  | 46  | −3  | 43     |          |
| 11 | Colorado Springs Switchbacks | 34 | 11 | 6  | 17 | 36  | 39  | −3  | 39     |          |
| 12 | Fresno FC                    | 34 | 9  | 12 | 13 | 44  | 38  | +6  | 39     |          |
| 13 | Rio Grande Valley Toros      | 34 | 8  | 14 | 12 | 36  | 42  | −6  | 38     |          |
| 14 | LA Galaxy II                 | 34 | 10 | 7  | 17 | 60  | 67  | −7  | 37     |          |
| 15 | Las Vegas Lights FC          | 34 | 8  | 7  | 19 | 50  | 74  | −24 | 31     |          |
| 16 | Seattle Sounders FC 2        | 34 | 6  | 7  | 21 | 40  | 71  | −31 | 25     |          |
| 17 | Tulsa Roughnecks             | 34 | 3  | 12 | 19 | 36  | 77  | −41 | 21     |          |

Aktualne na 6 sierpnia 2020. Źródło:
Zasady ustalania kolejności: 1. liczba zdobytych punktów; 2. różnica zdobytych bramek; 3. większa liczba zdobytych bramek.

## Play Off

### 1/8 finału
| Drużyna 1                 | Wynik          | Drużyna 2             |
| ------------------------- | -------------- | --------------------- |
| FC Cincinnati             | 1:1 (kar. 6:5) | Nashville SC          |
| Charleston Battery        | 0:1            | New York Red Bulls II |
| Pittsburgh Riverhounds SC | 2:2 (kar. 7:8) | Bethlehem Steel FC    |
| Louisville City FC        | 4:1            | Indy Eleven           |
| Phoenix Rising FC         | 3:0            | Portland Timbers 2    |
| Real Monarchs             | 0:1            | Reno 1868 FC          |
| Orange County SC          | 4:0            | Saint Louis FC        |
| Sacramento Republic FC    | 1:2            | Swope Park Rangers    |

### Ćwierćfinał
| Drużyna 1          | Wynik | Drużyna 2             |
| ------------------ | ----- | --------------------- |
| FC Cincinnati      | 0:1   | New York Red Bulls II |
| Louisville City FC | 2:0   | Bethlehem Steel FC    |
| Phoenix Rising FC  | 4:2   | Swope Park Rangers    |
| Orange County SC   | 1:0   | Reno 1868 FC          |

### Półfinał
| Drużyna 1          | Wynik | Drużyna 2             |
| ------------------ | ----- | --------------------- |
| Louisville City FC | 5:1   | New York Red Bulls II |
| Orange County SC   | 1:2   | Phoenix Rising FC     |

### Finał
| 8 listopada 2018 | Louisville City FC | 1:00:0raport | Phoenix Rising FC |  |
|                  |                    |              |                   |  |